# Wydział Elektryczny Politechniki Warszawskiej
Wydział Elektryczny Politechniki Warszawskiej – drugi pod względem wielkości wydział Politechniki Warszawskiej.
Początki historii wydziału sięgają „Katedry Elektrotechnicznej” utworzonej w 1898 roku na Wydziale Mechanicznym. Dawne nazwy: „Wydział Budowy Maszyn i Elektrotechniczny” (od 1915 do 1921), „Wydział Elektrotechniczny” (do 1924), „Wydział Elektryczny Politechniki Warszawskiej” do chwili obecnej. Mieści się w kilku gmachach znajdujących się na Terenie Centralnym Politechniki Warszawskiej. Władze wydziału oraz dziekanat mieszczą się w Gmachu Głównym przy placu Politechniki 1. Z tego wydziału w 1966 wyłonił się późniejszy Wydział Elektroniki i Technik Informacyjnych Politechniki Warszawskiej.

## Władze
Kadencja 2024–2028:
- Dziekan: prof. dr hab. inż. Andrzej Dzieliński
- Prodziekan ds. Nauki i Współpracy Międzynarodowej: dr hab. inż. Dariusz Baczyński
- Prodziekan ds. Studiów: dr inż. Włodzimierz Dąbrowski
- Prodziekan ds. Studenckich: dr inż. Radosław Roszczyk
- Prodziekan ds. Ogólnych: dr inż. Jacek Korytkowski

## Kierunki
Wydział kształci studentów na pięciu podstawowych kierunkach:
- Elektrotechnika
- Elektromobilność
- Informatyka Stosowana
- Automatyka i Robotyka Stosowana
- Electrical Engineering

### Elektrotechnika
Studia I stopnia inżynierskie – 7 semestrów:
1. Etap podstawowy – 5 semestrów: Studia przygotowujące w zakresie przedmiotów ogólnych.
2. Etap kierunkowy – 2 semestry (w tym dyplomowy): Studia według częściowo zróżnicowanego programu, odpowiadającego sześciu specjalnościom:
  - Elektroenergetyka,
  - Elektromechatronika Pojazdów i Maszyny Elektryczne,
  - Elektronika Przemysłowa,
  - Systemy Wbudowane,
  - Technika Świetlna i Multimedialna,
  - Technika Wysokich Napięć i Kompatybilność Elektromagnetyczna.

Studia II stopnia magisterskie – od 2010 roku 3 lub 4 semestry (w zależności od programu wcześniej ukończonych studiów). Studia według zróżnicowanego programu odpowiadającego, specjalnościom jak na studiach I stopnia, oraz specjalizacjom związanym z procesem dyplomowania. Studia II stopnia będzie można rozpocząć po uzyskaniu dyplomu studiów I stopnia.

### Elektromobilność
Studia I stopnia inżynierskie – 7 semestrów:
1. Etap podstawowy – 5 semestrów: Studia przygotowujące w zakresie przedmiotów ogólnych.
2. Etap kierunkowy – 2 semestry (w tym dyplomowy).

Elektromobilność jest zagadnieniem interdyscyplinarnym. Obejmuje problematykę pojazdów elektrycznych, napędów, przetwarzania energii elektrycznej, funkcjonowania infrastruktury stacji ładowania, oszczędności energii, zmniejszenia emisji zanieczyszczeń i autonomiczności ruchu pojazdów. Wydział Elektryczny Politechniki Warszawskiej zaprojektował program studiów ukierunkowany na kształcenie specjalistów przygotowanych do twórczej pracy oraz zdolnych do kreowania nowych rozwiązań w dynamicznie rozwijającej się dziedzinie. W programie studiów na kierunku Elektromobilność preferowaną formą zajęć są warsztaty rozumiane jako forma zajęć ukierunkowana na kształtowanie umiejętności, a nie bierne przekazywanie wiedzy. Nowatorskim podejściem jest zastosowanie tej idei zarówno w przedmiotach kierunkowych, jak i podstawowych. Kluczowe jest samodzielne, pod opieką tutora, rozwiązywanie problemów prowadzonych w formule kształcenia ukierunkowanego problemowo i opartego na projektach.

### Informatyka Stosowana
Studia I stopnia inżynierskie – 7 semestrów:
1. Etap podstawowy – 4 semestry: Studia według jednolitego programu przygotowujące teoretycznie i praktycznie w zakresie przedmiotów ogólnych.
2. Etap kierunkowy – 2 semestry: Studia według zróżnicowanego programu dla trzech specjalności.
  - Inżynieria Komputerowa,
  - Inżynieria Oprogramowania,
  - Inżynieria Danych i Multimedia.
3. Etap dyplomowy – 1 semestr: Studia według programu ściśle związanego ze ścieżką dyplomowania i tematyk projektu inżynierskiego.

Studia II stopnia magisterskie – 4 semestry, a od 2010 roku 3 lub 4 semestry (w zależności od programu wcześniej ukończonych studiów). Studia II stopnia będzie można rozpocząć po uzyskaniu dyplomu studiów I stopnia.

### Automatyka i Robotyka Stosowana
Studia I stopnia (inżynierskie) – 7 semestrów:
1. Etap podstawowy – 3 semestry: Studia przygotowujące w zakresie przedmiotów ogólnych.
2. Etap kierunkowy – 3 semestry: Studia w zakresie przedmiotów kierunkowych: robotyka, automatyka, informatyka.
3. Etap dyplomowy – 1 semestr: Studia według programu ściśle związanego z tematyką pracy dyplomowej inżynierskiej.

Studia II stopnia (magisterskie) – od 2010 roku 3 lub 4 semestry (w zależności od programu wcześniej ukończonych studiów). Studia II stopnia będzie można rozpocząć po uzyskaniu dyplomu studiów I stopnia. 

## Instytuty
- Instytut Elektrotechniki Teoretycznej i Systemów Informacyjno-Pomiarowych
  - Zakład Elektrotechniki Teoretycznej i Informatyki Stosowanej
  - Zakład Systemów Informacyjno-Pomiarowych. charlie.iem.pw.edu.pl. [zarchiwizowane z tego adresu (2007-09-29)].
  - Zakład Wysokich Napięć i Kompatybilności Elektromagnetycznej
- Instytut Elektroenergetyki
  - Zakład Sieci i Systemów Elektroenergetycznych. ien1.ien.pw.edu.pl. [zarchiwizowane z tego adresu (2007-07-09)].
  - Zakład Elektrowni i Gospodarki Elektroenergetycznej. ien.pw.edu.pl. [zarchiwizowane z tego adresu (2010-01-08)].
  - Zakład Techniki Świetlnej. ee.pw.edu.pl. [zarchiwizowane z tego adresu (2008-04-22)].
  - Zakład Aparatów i Automatyki Elektroenergetycznej
  - Zakład Trakcji Elektrycznej
- Instytut Sterowania i Elektroniki Przemysłowej
  - Zakład Elektroniki Przemysłowej. isep.pw.edu.pl. [zarchiwizowane z tego adresu (2007-09-25)].
  - Zakład Napędu Elektrycznego. isep.pw.edu.pl. [zarchiwizowane z tego adresu (2007-09-25)].
  - Zakład Sterowania
  - Zakład Konstrukcji Urządzeń Elektrycznych
  - Zakład Maszyn Elektrycznych
  - Ośrodek Promocji Badań z/z Energoelektroniki. isep.pw.edu.pl. [zarchiwizowane z tego adresu (2007-09-25)].